# L'últim objectiu
L'últim objectiu (títol original en anglès, The Retirement Plan) és una pel·lícula de comèdia d'acció estatunidenca del 2023 dirigida i escrita per Tim Brown. És protagonitzada per Nicolas Cage, Ron Perlman, Ashley Greene, Jackie Earl Haley, Grace Byers, Ernie Hudson, Lynn Whitfield, Joel David Moore i Thalia Campbell. Es va estrenar als Estats Units el 15 de setembre de 2023. S'ha doblat i subtitulat al català.
La pel·lícula es va rodar a les illes Caiman el 2021. Es va produir per menys de 20 milions de dòlars.